# Рынок земли на Украине
Рынок земли на Украине — совокупность общественных отношений по отчуждению и приобретению земельных участков. В процессе их рыночного обращения происходит конкурентное изменение землевладельцев или землепользователей.
Фактически, весь период независимости Украины длится земельная реформа, которая по времени является рекордной. От создания эффективного рынка сельскохозяйственных земель в Украине зависит динамика развития АПК, земельных отношений и национальной экономики в целом.

## Функционирование украинского рынка земли
Державні сільськогосподарські підприємства
Украина владеет значительным земельным потенциалом, который составляет 5,7 % территории Европы. Из 60,3 млн гектаров почти 70 % составляют сельскохозяйственные угодья с высоким плодородием.
По состоянию на 1 января 2017 года в Государственном земельном кадастре было зарегистрировано 18,3 млн земельных участков. 87,8 % земельных участков находятся в частной собственности, 6,7 % в государственной, а 5,5 % в коммунальной. Средний размер земельного участка составляет 1,8 га.
В социологическом исследовании 2019 года 45 % жителей страны признали, что владеют земельным паем или землей. В деревне имеют землю 70 %, в городе — 44 %. 51 % сдает землю в аренду.
С июля 2015 по июнь 2017 года было совершено 3,6 млн транзакций по смене собственника/пользователя земельного участка, причем 89,5 % из них касались именно сельскохозяйственных земель. Движение земельных участков происходит путем аренды, приобретения наследства, купли-продажи, дарения, эмфитевзиса, ипотеки. 76,1 % транзакций сельскохозяйственных земель приходился в этот период на аренду. Что касается несельскохозяйственных, то среди них 36,8 % были отчуждены куплей-продажей, 26,8 % наследством и только 19,2 % арендой.

## Решение Европейского суда
22 мая 2018 года Европейский суд по правам человека обнародовал решение по делу «Зеленчук и Цицюра против Украины». Суд признал земельный мораторий нарушением права человека распоряжаться своей собственностью, гарантированного статьей 1 Протокола к Европейской конвенции о защите прав человека, а также статьей 41 Конституции Украины при отсутствии действенного рынка земли сельскохозяйственного назначения.

## Открытие рынка земли
Правительство Гончарука планировало запустить рынок земли с 1 октября 2020 г. только для резидентов Украины (в том числе юридических лиц с собственниками-иностранцами), причём малым фермерам планировалось частично компенсировать процентную ставку по кредитам, чтобы они могли конкурировать за покупку земли с крупными. Также предполагалась отмена права постоянного пользования землей, ликвидация большинства функций Госгеокадастра, сокращение коррупциогенных административных процедур, радикальное ограничение права безвозмездной приватизации земель.
Текст четырёхстраничного правительственного законопроекта, появившийся 20 сентября, уточнял, что приоритетное право покупки земли будут иметь арендаторы. Украинцы с правом постоянного пользования, правом унаследованного владения участками будут иметь право на их выкуп с рассрочкой платежа до 5 лет по цене, равной нормативной денежной оценке таких земельных участков без проведения земельных торгов.
В одном из десяти альтернативных законопроектов, представленном в Верховную Раду 10 октября 2019 года, добавлялось, что до 2024 года не допускается приобретение права собственности на земельные участки юридическими лицами, бенефициарным собственником (контролером) которых являются иностранцы, лица без гражданства, иностранные юридические лица и государства. Именно этот законопроект был принят в первом чтении 240 голосами 13 ноября 2019.
Открытие рынка сельскохозяйственных земель поддержали Всемирный банк, ЕБРР и Евросоюз, однако накануне ключевого голосования по Украине прокатились протесты аграриев против предложенной модели рынка.
При подготовке основного законопроекта ко второму чтению, в него были внесены существенные правки, существенно сократившие наполнение реформы на фоне ухудшения экономической ситуации и в связи с неотложной необходимостью получения помощи от МВФ, закон был принят во втором чтении и в целом в ночь 30 на 31 марта 2020 года 259 голосами. Он вступил в силу с 1 июля 2021 года.

## Публикации
- Амбросов, В.Я., and Т.Д. Г. Мареничи. «Развитие земельного рынка и ипотечное кредитование.» Экономика АПК 10 (2009): 104—108.
- Артюшин, В. И., М. И. Кобец, and М. И. Пугачев. «Проблемы становления и функционирования рынка земель сельскохозяйственного назначения в Украине.» К.: Аналитически совещательный центр Голубой ленты ПРООН (2007).
- Вивчаренко, А. А. «Гарантии права собственности на землю в Украине.» Автореф. дис… канд. юрид. наук: 12.00. 06 (2005).
- Вирченко, О. В. «Государственное регулирование земельных отношений в условиях формирования рынка земель сельскохозяйственного назначения.» Бизнес Информ 10 (2013): 207—211.
- Вирченко, А. В. «Институционные особенности формирования рынка земель сельскохозяйственного назначения в Украине.» Эффективная экономика 9 (2013).
- Зинчук, Т.А., et al. «Европейский опыт формирования рынка сельскохозяйственных земель.» (2016).
- Кадыков, И. М. Формирование рынка земли в условиях рыночной трансформации. Diss. ХАРЬКОВСКИЙ НАЦИОНАЛЬНЫЙ УНИВЕРСИТЕТ имени ВН КАРАЗИНА, 2008.
- Котыкова, Елена Ивановна, et al. «Рынок земель сельскохозяйственного назначения в Украине: перспективы развития.» (2013).
- Кузьменко, Александр. «Развитие органического земледелия в условиях рынка земли в Украине.» Экономист 3(2013): 38-39.
- Лупенко, Ю. О., and О. В. Ходаковская. «Научные основы введения рыночного оборота земель сельскохозяйственного назначения.» Экономика АПК 12(2016): 5-15.
- Пасхавер, Б. Й. «Рынок земли: мировой опыт и стратегия.» Экономика АПК 3(2009): 47-53.
- Потлатюк, В. С. «Рынок земель сельскохозяйственного назначения в Украине: современное состояние и проблемы развития в системе банковского кредитования.» Вестник Сумского Национального аграрного университета. Финансы и кредит 1 (2013): 200—206.
- Сапсай, О. В. Мораторий на продажу земель сельскохозяйственного назначения. Diss. Сумской государственный университет, 2016
- Сафонова, В. И. «Формирование рынка земель в аграрном природопользовании и их инфраструктуре.» Экономика АПК 4(2009): 45-51.
- Семеряк, Ю. А. «Государственное регулирование рынка земли в Украине и опыт стран ЕС.» Научный вестник НЛТУ Украины 20.12(2010).
- Степень, М., and Ю. Дума. «Рынок земель в Украине: основные проблемы и перспективы развития.» Экономист 4(2015): 40-41.
- Левша, Ольга. «Формирование рынка земли сельскохозяйственного назначения в Украине.» Вестник Киевского национального торгово-экономического университета 1(2012): 13-23.